# Karl Maihoroff
Karl Maihoroff (* 17. Mai 1955 in Bitburg) ist ein deutscher Musiker, Künstler und Dirigent.

## Leben
Nach dem Abitur nahm Maihoroff erfolgreich an zahlreichen Musikwettbewerben teil. Zwischen 1981 und 1984 war er Stipendiat des Brüsseler Ministeriums für Kultur, zwischen 1982 und 1983 der Dr. Berg'schen Stiftung Paris. 1984 nahm er als einer von insgesamt vier Finalisten am Orgelwettstreit zu Haarlem teil. Von 1983 bis 1986 war Maihoroff Writer in Residence der Dr. Hanns-Simon-Stiftung, 2004 erhielt er eine Auszeichnung der Nomination Society of Fellows der Harvard University, 2009 den Zukunftspreis der Volksbank Rhein-Ahr-Eifel. Er war Schüler des französischen Organisten Olivier Messiaen.
Daneben nahm Maihoroff im Laufe der Zeit verschiedene Lehrtätigkeiten wahr. Bereits 1978 erhielt er an der Universität Koblenz-Landau einen Lehrauftrag als bisher jüngster Dozent an dieser Hochschule, 1983 eine Gastprofessur an der Juilliard School of Music in New York City. 1994/1995 leitete er zusammen mit dem renommierten Lektor Syd Field aus Beverly Hills die Drehbuchwerkstatt Trier. Seit 1999 leitet er die Drehbuch- und Filmwerkstatt Paris. 2006 gründete er den Unichor und das -orchester des Collegium musicum in Luxemburg. 2011/12 leitete er eine Kompositionsklasse in der historischen Promotionsaula des Bischöflichen Priesterseminars Trier. 2013 arbeitete er als Artist in Residence in Parma und Klagenfurt.
Maihoroff ist als Jurymitglied zahlreicher öffentlicher Kulturträger an der Auswahl von Künstlerprojekten und Preisträgern beteiligt. Im Rahmen von Vorträgen und Workshops vermittelt er Themen des Kunst- und Musikmanagements. Da bei der Olympiade in Korea weder eine Nord- noch eine Südkoreanische Hymne vorgetragen wurde, komponierte er im Jahre 2018 eine Hymne 3000Ri, die visionär die Vereinigung der beiden Länder vorwegnimmt. 

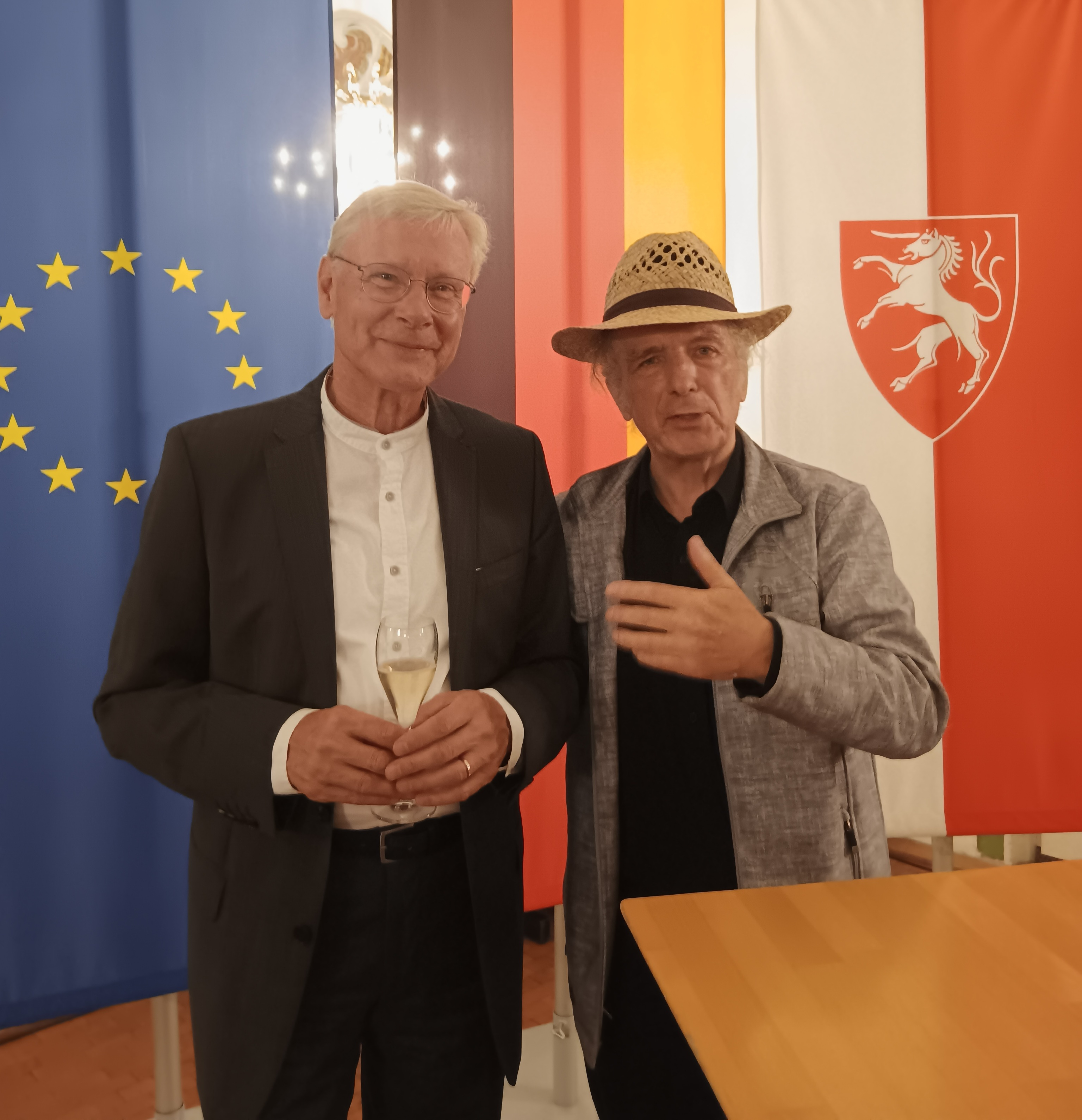
Italienische Laudatio auf Ludger Lohmann von Karl Maihoroff

Maihoroff hielt die italienische Laudatio auf Ludger Lohmann anlässlich der Verleihung des Europäischen Preises für Kirchenmusik 2023.
Beim internationalen Wettbewerb für öffentliche Rede in Wiesbaden gewann Maihoroff den Hermann-Scherer-Excellence-Award 2025.

## Veröffentlichungen
- Gegenstimme einer Päpstin - Szenische Illusion für Tasteninstrumente und Tonband (1985)
- Beuys in Beda (1986)
- Poetik der Heiratsanzeige (1992)
- Jan Philipp Reemtsma: Die Entführung (1997/1998)
- Das Klavier (2001)
- Mit 40 (2004)
- Am Südpol, denkt man, ist es heiß (2009)

## Filmografie
- 1997: Recital Karl Maihoroff Synagoge Wittlich
- 1998: Aus dem Rahmen fallen
- 1999: Bach-Bearbeitungen
- Lieben Sie Wagner? (2000)
- Früh-Erziehung (2001)
- Corporate Identity (2002)
- Faust for Fans (2003/2004)
- How Customers Think (2004)

## Orgelbearbeitungen
- Wolfgang Amadeus Mozart: Eine kleine Nachtmusik (2013)
- Camille Saint-Saëns: Karneval der Tiere (2013)
- Modest Mussorgsky: Bilder einer Ausstellung (2013)
- Johann Sebastian Bach: Drittes Brandenburgisches Konzert. G-Dur. BWV 1067 (2013)
- Pjotr I. Tschaikowsky: Tanz der Zuckerfee (2015)
- Claude Debussy: La Cathédrale engloutie (2015)
- Johann Sebastian Bach: Goldberg-Variationen BWV 988 (2020)

## Klavierbearbeitungen
- Wolfgang Amadeus Mozart: Ouvertüre [Zauberflöte. KV 620] (2015)
- Wolfgang Amadeus Mozart: Adagio - Allegro - Adagio. f-Moll. KV 594 (2014)
- Wolfgang Amadeus Mozart: Phantasie. f-Moll. KV 608 (2014)
- Johann Sebastian Bach: Choralvorspiel O, Mensch, bewein' dein Sünde groß'. BWV 622 (2014)
- Johann Sebastian Bach: Choralvorspiel Erbarm dich mein, o Herre Gott. BWV 721 (2014)
- Johann Sebastian Bach: Air aus der Suite in D-Dur BWV 1068 (2015)
- Johann Sebastian Bach: Acht kleine Präludien und Fugen für Orgel BWV 553-560 (2015)
- Johann Sebastian Bach: Choralvorspiel Wachet auf, ruft uns die Stimme. BWV 645 (2015)
- Johann Sebastian Bach: Sinfonia aus der Ratswahl-Kantate BWV 29 (2017)
- Johann Sebastian Bach: Capriccio sopra lontananza del suo fratello dilettissimo BWV 992 (2017)
- Johann Sebastian Bach: Meine Seele erhebet den Herrn BWV 648 (2017)
- Johann Sebastian Bach: In dulci jubilo BWV 729 (2017)
- Johann Sebastian Bach: Es ist das Heil uns kommen her BWV 628 (2017)
- Johann Sebastian Bach: Der Tag, der ist so freudenreich BWV 605 (2017)
- Johann Sebastian Bach: Das alte Jahr vergangen ist BWV 614 (2017)
- Johann Sebastian Bach: Christ lag in Todesbanden BWV 625 (2017)
- Johann Sebastian Bach: Alle Menschen müssen sterben BWV 643 (2017)
- Johann Sebastian Bach: Wer nur den lieben Gott läßt walten BWV 642 (2017)
- Johann Sebastian Bach: Wenn wir in höchsten Nöten sein BWV 641 (2017)
- Johann Sebastian Bach: Sanctify us by thy goodness BWV 22 (2017)
- Johann Sebastian Bach: Toccata und Fuga in d-Moll BWV 565 (2017)
- Johann Sebastian Bach: Passacaglia BWV 582 (2018)
- Johann Sebastian Bach: Schafe können sicher weiden aus Kantate BWV 208 (2018)
- Johann Sebastian Bach: Wir setzen uns mit Tränen nieder aus Matthäus-Passion BWV 244 (2018)
- Johann Sebastian Bach: Prélude Violoncello-Suite BWV 1007 (2018)
- Johann Sebastian Bach: Sinfonia Weihnachtsoratorium BWV 248 (2018)
- Johann Sebastian Bach: Widerstehe doch der Sünde BWV 54 Aria (2018)
- Johann Sebastian Bach: Partita No. 3 E-Dur Gavotte BWV 1006 (2018)
- Johann Sebastian Bach: Chaconne aus der Partita Nr. 2 d-Moll BWV 1004 (2018)
- Georg Friedrich Händel: Feuerwerksmusik HWV 351 (2018)
- Johann Sebastian Bach: Gott in der Höh sei Ehr (Bicinium) BWV 711 (2020)
- Johann Sebastian Bach: Bist du bei mir BWV 508 (2020)
- Johann Sebastian Bach: Allein Gott in der Höh sei Ehr BWV 807 (2020)